# Complexo húmido de Corrubedo
Complexo húmido de Corrubedo este o arie protejată (arie specială de conservare — SAC, sit de importanță comunitară — SCI) din Spania întinsă pe o suprafață de 9.262,87 ha, din care 80 % marine.

## Localizare
Centrul sitului Complexo húmido de Corrubedo este situat la coordonatele 42°31′50″N 9°05′25″W / 42.5306°N 9.0903°V.

## Înființare
Situl Complexo húmido de Corrubedo a fost declarat sit de importanță comunitară în decembrie 1997 pentru a proteja 2 specii de plante și 47 de specii de animale. Situl a fost protejat și ca arie specială de conservare în martie 2014.

## Biodiversitate
Situată în ecoregiunile atlantică și marină Atlantică, aria protejată conține 32 de habitate naturale: Pajiști umede mediteraneene cu ierburi înalte de Molinio-Holoschoenion, Dune cu vegetație ierboasă Malcolmietalia, Pășuni atlantice udate de apa mării (Glauco-Puccinellietalia maritimae), Mlaștini calcaroase cu Cladium mariscus și specii de Caricion davallianae, Recifuri, Tufărișuri halofile mediteraneene și termo-atlantice (Sarcocornetea fruticosi), Dune mobile de-a lungul țărmului cu Ammophila arenaria („dune albe”), Depresiuni intradunale umede, Roci stâncoase cu vegetație pionieră de Sedo-Scleranthion sau Sedo albi-Veronicion dillenii, Pajiști umede atlantice temperate cu Erica ciliaris și Erica tetralix, Pajiști uscate europene, Pante stâncoase silicioase cu vegetație casmofită, Lagune de coastă, Faleze cu vegetație de pe coastele atlantice și baltice, Cursuri de apă de la nivel de câmpie la nivel montan, cu vegetație Ranunculion fluitantis și Callitricho-Batrachion, Lacuri eutrofice naturale cu vegetație de tip Magnopotamion sau Hydrocharition, Dune de coastă fixe cu vegetație erbacee („dune gri”), Salicornia și alte specii anuale care populează regiunile mlăștinoase și nisipoase, Vegetație anuală la limita mareei, Peșteri marine scufundate complet sau parțial, Terase mlăștinoase și terase nisipoase neacoperite de apă la reflux, Golfuri mici largi și golfuri puțin adânci, Pajiști cu Molinia pe soluri calcaroase, turboase sau argilos-nămoloase (Molinion caeruleae), Dune cu tufărișuri sclerofile Cisto-Lavenduletalia, Bancuri de nisip acoperite în permanență slab de apă marină, Păduri aluvionare cu Alnus glutinosa și Fraxinus excelsior (Alno-Padion, Alnion incanae, Salicion albae), Estuare, Matorral arborescenți cu Laurus nobilis, Fânețe de joasă altitudine (Alopecurus pratensis, Sanguisorba officinalis), Pseudostepă cu ierburi și specii anuale de Thero-Brachypodietea, Liziere de ierburi înalte hidrofile de câmpie și de nivel montan până la alpin, Dune mobile cu vegetație embrionară.
La baza desemnării sitului se află mai multe specii protejate:
- plante (2): Omphalodes littoralis, Rumex rupestris
- păsări (35): rață lingurar (Anas clypeata), rață pitică (Anas crecca), rață mare (Anas platyrhynchos), rață pestriță (Anas strepera), stârc cenușiu (Ardea cinerea), stârc roșu (Ardea purpurea), rață-cu-cap-castaniu (Aythya ferina), rața moțată (Aythya fuligula), pasărea ogorului (Burhinus oedicnemus), Calidris alba, fugaci de țărm (Calidris alpina), prundăraș de sărătură (Charadrius alexandrinus), prundaș gulerat mare (Charadrius hiaticula), erete de stuf (Circus aeruginosus), erete vânăt (Circus cyaneus), egretă mică (Egretta garzetta), șoim de iarnă (Falco columbarius), șoim călător (Falco peregrinus), lișiță (Fulica atra), cufundar polar (Gavia arctica), cufundar mare (Gavia immer), cufundar mic (Gavia stellata), scoicar (Haematopus ostralegus), stârc pitic (Ixobrychus minutus), Larus michahellis, sitar de mal nordic (Limosa lapponica), Phalacrocorax aristotelis, cormoran mare (Phalacrocorax carbo), bătăuș (Philomachus pugnax), lopătar (Platalea leucorodia), ploier auriu (Pluvialis apricaria), chiră de baltă (Sterna hirundo), chiră de mare (Sterna sandvicensis), turturică (Streptopelia turtur), nagâț (Vanellus vanellus)
- amfibieni (1): Discoglossus galganoi
- mamifere (6): vidră de râu (Lutra lutra), liliac comun (Myotis myotis), marsuin (Phocoena phocoena), liliacul mare cu potcoavă (Rhinolophus ferrumequinum), liliacul mic cu potcoavă (Rhinolophus hipposideros), delfin mare (Tursiops truncatus)
- nevertebrate (3): croitorul mare al stejarului (Cerambyx cerdo), Coenagrion mercuriale, Oxygastra curtisii
- reptile (2): țestoasa de baltă (Emys orbicularis), Lacerta schreiberi

Pe lângă speciile protejate, pe teritoriul sitului au mai fost identificate 1 specie de amfibieni, 1 specie de mamifere, 4 specii de reptile.